# ألكسندرا هيناو
ألكسندرا هيناو (بالإسبانية: Alexandra Henao)‏ هي مصورة سينمائية فنزويلية، ولدت في 1970.

## وصلات خارجية
- ألكسندرا هيناو على موقع IMDb (الإنجليزية)
- ألكسندرا هيناو على موقع ألو سيني (الفرنسية)
- ألكسندرا هيناو على موقع أول موفي (الإنجليزية)
- ألكسندرا هيناو على موقع قاعدة بيانات الفيلم (الإنجليزية)